# 물잠자리
물잠자리(Calopteryx japonica)는 실잠자리아목에 속하는 곤충이다. 한국, 중국, 일본 등지에 서식하며, 빠른 속도로 흐르는 물가에서 주로 발견된다. 일반적으로 투명한 색상의 날개를 갖고 있으나, 성충 수컷 물잠자리는 화려한 색상의 날개를 갖고 있는 것이 특징이다. 사는 곳은 들이나 야산의 깨끗한 개울가로서 물가 식물이 자라는 곳이다. 활동기는 5월~7월이며 배 길이 42~47mm이며, 뒷날개는 32~40mm이다. 몸은 금속성 광택이 강한 녹색이며 수컷은 푸른빛이 나고 암컷은 구릿빛이 난다. 갓 태어났을 때는 몸의 색이 불완전할 수도 있다. 작은 곤충을 잡아먹는다.